# اريك رووي
اريك رووي (بالإنجليزية: Eric Rowe)‏ هو لاعب كرة قدم أمريكية أمريكي، ولد في 3 أكتوبر 1992 في كليفلاند في الولايات المتحدة.

## وصلات خارجية
- اريك رووي على موقع مرجع كرة القدم المحترفة.كوم (الإنجليزية)